# Diecéze hrodenská
Diecéze hrodenská (latinsky Dioecesis Grodnensis Latinorum) je římskokatolická diecéze na území Běloruska se sídlem v Grodnu a katedrálou sv. Františka Xaverského. Je součástí minsko-mohylevské církevní provincie. Byla založena v roce 1991 vyčleněním z vilniuské arcidiecéze. Jejím prvním a současným biskupem je Aleksander Kaszkiewicz.

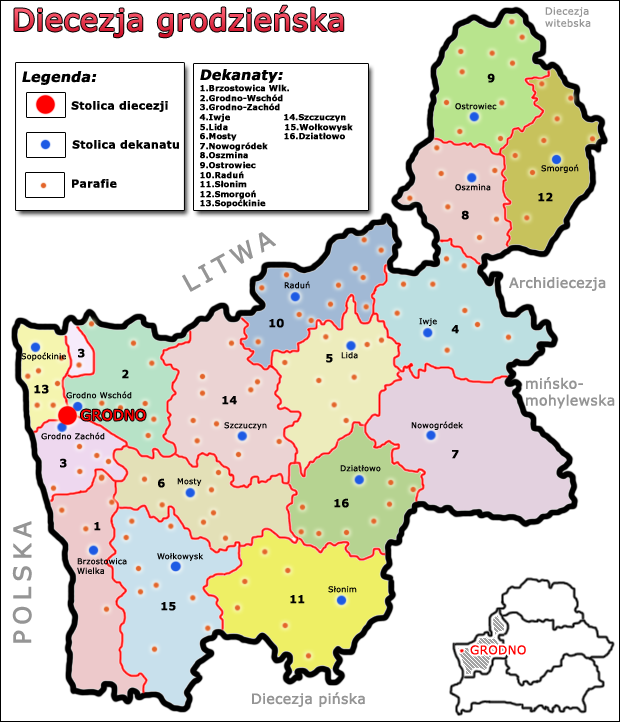
Správní členění hrodenské diecéze